# Gravitační parametr
Gravitační parametr, též standardní gravitační parametr, je veličina, udávající měřítko síly gravitační přitažlivosti určitého přirozeného kosmického tělesa. Značí se řeckým písmenem μ.

## Výpočet
Velikost gravitačního parametru μ je rovna:
{\displaystyle \mu =GM},
kde {\displaystyle G} je univerzální gravitační konstanta (G = (6,6742 ± 0,0010)×10−11 m3 kg−1 s−2) a M je hmotnost daného tělesa. Jednotkou μ je m3 s−2.
Ze sledování pohybu malých průvodců (například měsíců) mnohem hmotnějšího centrálního tělesa (jako například planety) lze stanovit hodnotu gravitačního parametru pro centrální těleso mnohem přesněji než z uvedeného vzorce. Ze zákonů nebeské mechaniky vyplývá, že gravitační parametr se v případě kruhové dráhy rovná:
{\displaystyle \mu =rv^{2}=r^{3}\omega ^{2}={\frac {4\pi ^{2}r^{3}}{T^{2}}}}
kde {\displaystyle r\!\,} je poloměr dráhy, {\displaystyle v\!\,} je oběžná rychlost, {\displaystyle \omega \!\,} je úhlová rychlost a {\displaystyle T\!\,} je oběžná doba.
Pro eliptickou dráhu platí:
{\displaystyle \mu ={\frac {4\pi ^{2}a^{3}}{T^{2}}}},
kde {\displaystyle a} je velká poloosa dráhy.

## Gravitační parametry těles sluneční soustavy
| Těleso  | μ [km3 s−2]        |
| ------- | ------------------ |
| Slunce  | 132712440042±10    |
| Merkur  | 22032,09±0,91      |
| Venuše  | 324859             |
| Země    | 398600,436±0,001   |
| Měsíc   | 4902,800±0,001     |
| Mars    | 42828,37362±0,0008 |
| Ceres   | 62,6325            |
| Jupiter | 126686531,9±0,18   |
| Saturn  | 37931206,23±0,24   |
| Uran    | 5793951,3±4,4      |
| Neptun  | 6835099,97±9,63    |
| Pluto   | 869,61±0,33        |
| Eris    | 1108               |